# Moonica Mac
Moonica Mac, pseudonimo di Lisa Linnea Brolander (Dalarna, 4 dicembre 1990), è una cantante svedese.

## Biografia
Moonica Mac ha esordito nell'industria discografica con l'album in studio Stark & sårbar (2019), che ha raggiunto la 46ª posizione della Sverigetopplistan. Ha poi inciso il secondo LP Part Two (2022), classificatosi 37º nella classifica svedese; il disco, che le ha fatto guadagnare una nomination ai premi Grammis, ha prodotto gli estratti Dalarna, Vinna, Faller, Blicka, Glittret e Poppis Visa.
Nel marzo 2024 ha conseguito una seconda candidatura ai Grammis nella categoria di video musicale dell'anno per 80's.

## Discografia

### Album in studio
- 2019 – Stark & sårbar
- 2022 – Part Two

### Singoli
- 2017 – En hinning till Anton
- 2018 – Ibland
- 2018 – Till slutet av augusti
- 2019 – Vad haru tagit?
- 2019 – Syster sommar
- 2019 – Räven och Tomten (con Peter Jöback)
- 2020 – Alaska/All aska
- 2020 – River
- 2020 – Sjunga
- 2020 – Hålla
- 2021 – Just idag är jag stark
- 2021 – Vittran (con Sara Parkman)
- 2021 – Kom till mig
- 2021 – Lassie (feat. Sara Parkman, Janice & Vilma Flood)
- 2021 – Så mycket bättre 2021 - Tolkningarna
- 2021 – Månen
- 2021 – Dalarna
- 2022 – Vinna
- 2022 – Faller
- 2022 – Blicka
- 2022 – Glittret
- 2022 – Poppis Visa
- 2023 – 80's
- 2023 – Det var då (con Arvid Nero)
- 2023 – Historier och liv